# Fufius funebris
Fufius funebris är en spindelart som beskrevs av Jehan Vellard 1924. Fufius funebris ingår i släktet Fufius och familjen Cyrtaucheniidae. Inga underarter finns listade i Catalogue of Life.